# Silnik turbowałowy

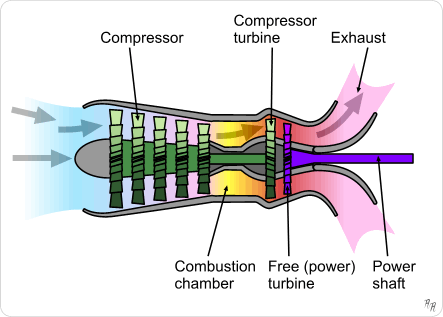
Uproszczony schemat silnika turbowałowego

Silnik turbowałowy – silnik turbinowy (turbina gazowa), w którym ciąg zimny nie jest stunelowany i jest uzyskiwany za pomocą śmigła, a turbina jest zaprojektowana tak, aby możliwie dużą część energii spalin zamienić na energię mechaniczną i przekazywać na wał (śmigło). Niemniej odrzut może stanowić nawet około 20% całości ciągu zespołu silnika turbowałowego ze śmigłem (silnik turbośmigłowy).

## Układ konstrukcyjny
Poza samą turbiną na silnik turbowałowy składa się też: sprężarka, komora spalania, generator, a czasem jeszcze regeneracyjny wymiennik ciepła.
Konstrukcję silnika turbowałowego można sobie wyobrazić jako rozbudowę jednoprzepływowego silnika odrzutowego, w którego dyszy jest umieszczona dodatkowa turbina zamieniająca energię kinetyczną spalin, która w silniku odrzutowym byłaby źródłem ciągu. Ta turbina jest umieszczona na wspólnym wale ze śmigłem lub innym odbiornikiem siły, np. skrzynią biegów pojazdu lub przekładnią główną śmigłowca.
Zasada działania energetycznej turbiny spalinowej jest taka sama jak silnika turboodrzutowego, z tą różnicą, że w silniku turboodrzutowym wykorzystuje się mechaniczną siłę odrzutu spalin wylotowych. Często stare silniki odrzutowe przebudowuje się na energetyczne turbiny spalinowe, dodając 2-3 stopnie turbinowe, co powoduje wzrost energii mechanicznej przekazywanej na obracający się wał turbiny kosztem zmniejszenia niewykorzystywanej siły odrzutu.

## Wady i zalety konstrukcji
Silnik turbowałowy ma zasadniczą wadę odrzutowego silnika przepływowego, czyli wielkie zapotrzebowanie na paliwo na małej wysokości, gdzie panuje duża gęstość powietrza. Ta wada jest w dużym stopniu kompensowana pracą na tanim paliwie – tzw. nafcie lotniczej lub kerozynie (jest to także paliwo dla wspomnianego silnika odrzutowego). Silnik turbowałowy staje się ekonomiczny na dużej wysokości, gdzie jest małe ciśnienie powietrza. Główną zaletą silnika turbowałowego, w porównaniu z silnikiem tłokowym, jest brak ograniczenia mocy. O ile największa moc lotniczego silnika tłokowego wynosi około 5000 KM (ograniczenie jest nakładane przez dopuszczalne wymiary i masę silnika), o tyle silnik turbowałowy może dostarczać moc 20 000 KM, wciąż nadając się do zastosowania w samolotach.

## Zastosowania
Silnik turbowałowy jest stosowany głównie w samolotach małych i średnich, przystosowanych do lotów dalekodystansowych na pułapach 6-10 kilometrów, oraz śmigłowcach. Poza lotnictwem silnik tego typu bywa stosowany w pojazdach, np. w czołgach (amerykańskich M1 Abrams i radzieckich T-80U), czy motocyklu MTT Superbike.